# Renshausen

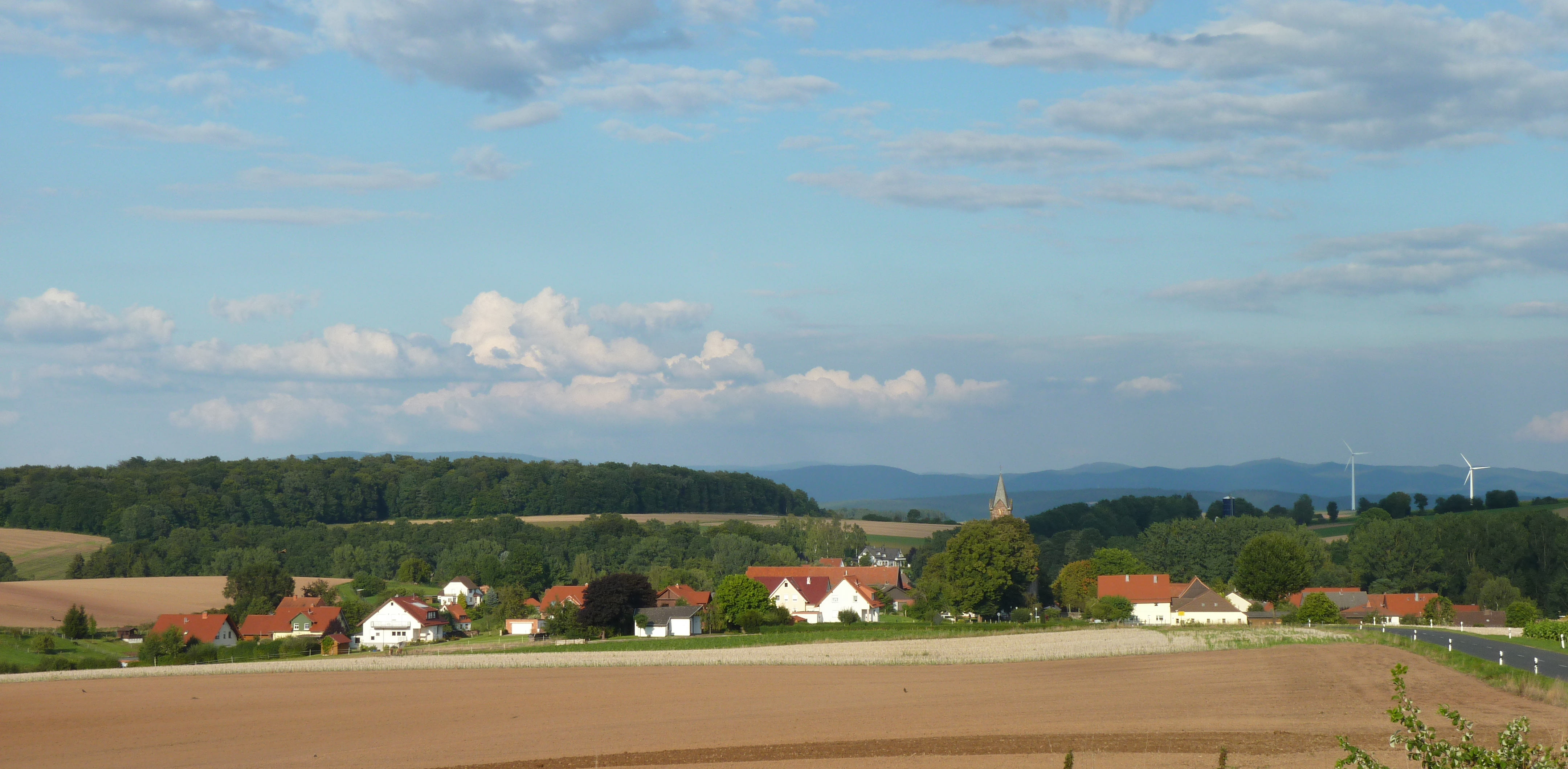
Blick von Westen über Renshausen

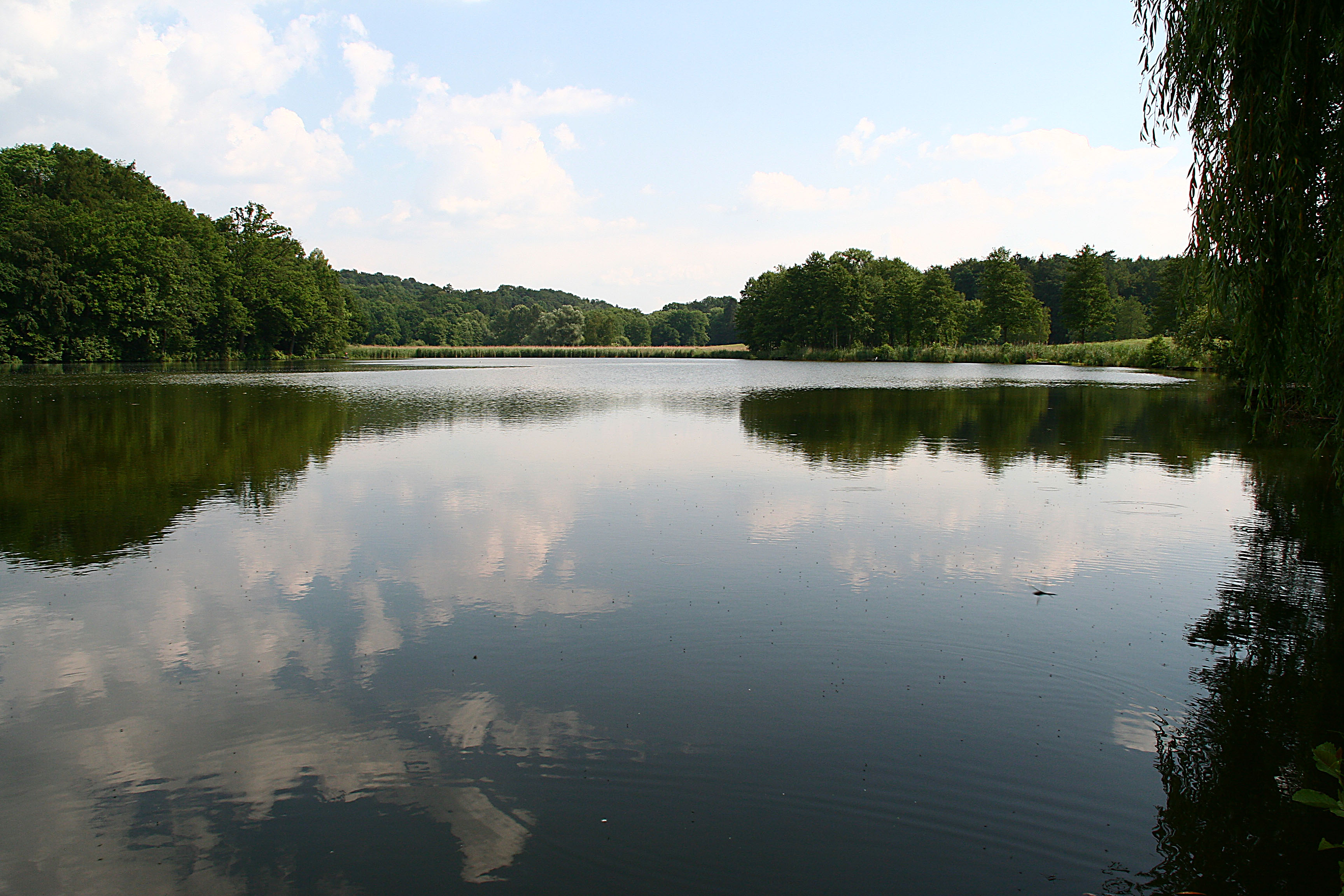
Thiershäuser Teiche

Renshausen ist ein Ortsteil der Gemeinde Krebeck im Landkreis Göttingen mit run 370 Einwohnern.

## Lage
Renshausen liegt am nordwestlichen Rand des Untereichsfelds, rund zwei Kilometer nordwestlich von Krebeck und einen Kilometer westlich von dem Ort Bodensee. Renshausen gehört zur Gemeinde Krebeck und zur Samtgemeinde Gieboldehausen; der Flecken Gieboldehausen liegt ca. acht Kilometer östlich von Renshausen. Weitere Nachbarorte sind Gillersheim im Norden und Holzerode im Westen. Die nächstgelegene Stadt Duderstadt liegt ungefähr 13 Kilometer in südöstlicher Richtung.
Die zentrale Ortslage gehört noch zur fruchtbaren Landschaft der Goldenen Mark. Im Norden, Westen und Süden wird der Ort von bewaldeten Höhen (bis ca. 250 m) umgeben.
Zu Renshausen gehört der zwei Kilometer nördlich gelegene Ortsteil Thiershausen mit dem Erholungs- und Naturschutzgebiet Thiershäuser Teiche.

## Geschichte
Der Ort wurde als Reinolveshausen im Jahr 1013 erstmals urkundlich erwähnt. Die Endung „-hausen“ lässt auf eine Gründung zwischen dem 8. und 10. Jahrhundert schließen. Die Urkunde gilt als eine Fälschung des 12. Jahrhunderts und erinnert mit der Nennung des Namens Reinolveshausen an den ersten Siedler, der Reinholv hieß. Einige Jahre später, 1022, ließ der Bischof Bernward von Hildesheim die Kirche und rund 30 Hufen Land dem von ihm gegründeten St. Michaels-Kloster zu Hildesheim in einer Schenkung zugutekommen. Die Vogtei über das Dorf erhielt das Kloster 1267 von Herzog Albrecht von Braunschweig. Bis zum 1803 verblieb Renshausen mit einer kurzen Ausnahme im Besitz des Klosters, das am Ort selbst einen Klosterhof der Benediktiner unterhielt. Hoheitlich unterstand es dem Kurfürstentum Mainz. Die Datierung auf das Jahr 1022 stellte sich im Nachhinein jedoch als Fälschung heraus, jene Urkunde stammt wahrscheinlich aus der zweiten Hälfte des 12. Jahrhunderts. Gesichertere Aussagen über das Kloster liefert eine Urkunde aus dem Jahre 1013, in welcher König Heinrich II. das Kloster in Hildesheim, neben dessen Besitzungen (u. a. in Renshausen), unter seinen Schutz nimmt.
Ab dem 13. Jahrhundert wurde der Klosterhof, auch Paterhof genannt, von einem Vogt verwaltet, bevor seit nachweislich 1674 die Benediktiner die Betreuung in die eigene Hand nahmen. In der Zeit davor, um die Mitte des 14. Jahrhunderts, setzte das Kloster die Herren von Plesse ein, welche die Güter des Klosters in Renshausen verwalteten. So besagt eine Urkunde aus dem Jahr 1330, dass den Edlen von Plesse die Güter auf fünf Jahre, gegen einen jährlichen Zins von einem halben Fuder Bier und zehn Mark reinen Silbers, aufgetragen werden. Jene oben angedeutete Ausnahme im Eigentumsverhältnis fand im Jahr 1465 statt. Damals gelang der Stadt Göttingen mit Renshausen eine Gelegenheitserwerbung weit außerhalb ihres Stadtgebietes und fungierte als eine Art Außenposten. Der Verkauf ging vom Kloster St. Michaelis in Hildesheim aus, 1477 wurde im Kämmereiregister vermerkt, dass die Mühle in Renshausen halb dem Kloster und halb dem Rat gehöre. 1482 verzichtete der Rat auf seine Rechte am Fischteich und der Mühle, das Dorf selbst verblieb jedoch noch in städtischer Hand. Nachdem es 1483 im Kämmereiregister de villa Renshusen nihil heißt, verschwindet das Dorf aus den Göttinger Rechnungsbüchern. Den Überlieferungen zufolge lag Renshausen in den Jahren zwischen 1520 und 1532 wüst, was auch jenes villa Renshusen nihil bedeuten würde. Als Ursache kann die Hildesheimer Stiftsfehde angegeben werden. Ebenso wurde der Nachbarort Groß Thiershausen vollständig zerstört. Zwischen 1674 und 1803 weilten 16 Klosterpfarrer, die auch die Aufgabe des Vorstehers des Klostergutes übernahmen, in Renshausen. Ab dem Ende des 17. Jahrhunderts fanden allmählich Renovierungen und Neubauten statt, so errichtete man 1696 das Klosterhofgebäude neu, während 1729 eine neue Scheune folgte. Eine neue Mühle wurde 1788 realisiert. Im Jahre 1803 wurde das Kloster im Rahmen der Säkularisation aufgehoben, der letzte Benediktinerpater Klemens Kreuzkampf weilte noch bis 1830 als Pfarrer in Bernshausen.
An die früheren Benediktinermönche erinnert heute noch das von Abt Jacobus II. im Jahr 1696 erbaute Gebäude des Klosterhofes. Seit 1803 diente es als Pfarrhaus und bis 1957 als Schule und Lehrerdienstwohnung. 1958 erbaute man eine neue Schule, welche nach Umbauten seit 1976 als Dorfgemeinschaftshaus genutzt wird.
Seit 1722 ist Renshausen ein Josephs-Wallfahrtsort. Damals verlegte man eine Kapelle, die ursprünglich zwischen Bodensee und Gieboldehausen ihren Standort hatte, neben die Renshäuser Pfarrkirche. 1877 musste die Kapelle wegen Baufälligkeit abgerissen werden, sodass fortan ein identisches Gnadenbild in der 1847 neuerbauten Marienkirche verehrt wurde. Die alljährliche Wallfahrt findet unter dem Namen „Große Wallfahrt“ stets am dritten Märzsonntag statt.
Im Ort selbst herrscht auch ein reges Vereinsleben. Zu den ältesten bis heute tätigen Vereinen zählt der 1867 gegründete Männergesangsverein. Weiterhin existieren ein Sport- und Turnverein, ein Verschönerungsverein, ein Kolpingverein sowie die Freiwillige Feuerwehr. Zudem entstammen dem Ort auch die „Original Eichsfelder Musikanten“.
Am 1. Januar 1973 wurde Renshausen in die Gemeinde Krebeck eingegliedert.

## Wappen
| Wappen von Renshausen | Blasonierung: „Gespalten; vorn von Rot und Silber (Weiß) zehnfach geteilt, belegt mit dem Mainzer Rad in verwechselten Farben; hinten in Blau drei im Verhältnis 2:1 gestellte sechseckige goldene (gelbe) Sterne.“ |
| Wappen von Renshausen | Wappenbegründung: Das von Fritz Reimann aus Fuhrbach entworfene und vom niedersächsischen Ministerium des Inneren am 16. Oktober 1951 genehmigte Wappen zeigt die hessischen Landesfarben Rot und Silber und das Kurmainzer Rad, welches an die früheren Zugehörigkeiten des Grenzortes erinnert. Die drei Sterne entstammen dem Wappen des früheren Benediktinerklosters Renshausen, was wiederum zum Besitz des Michaelisklosters in Hildesheim gehörte. |

## Sehenswürdigkeiten

### Wallfahrtskirche Mariä Geburt

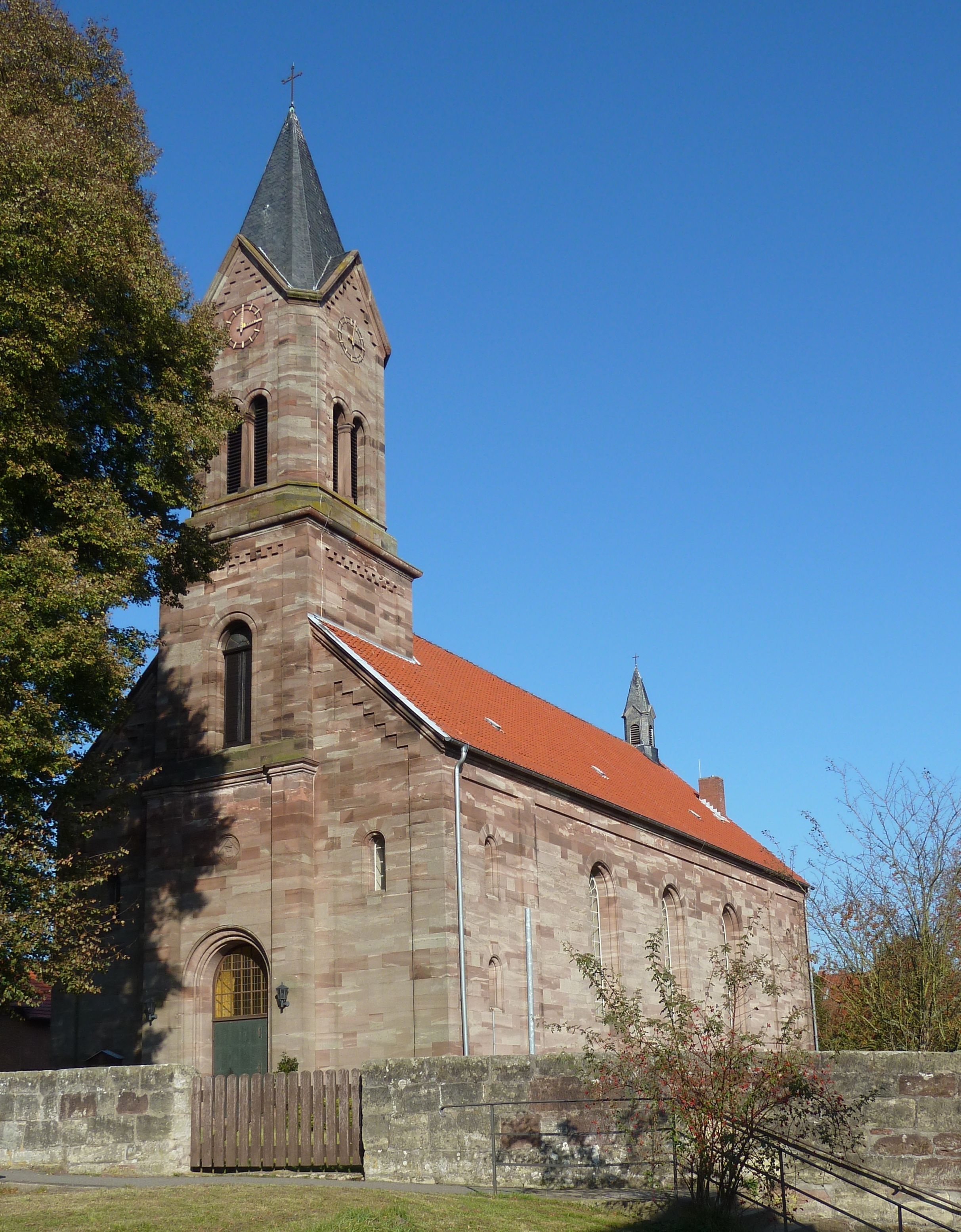
Wallfahrtskirche Mariä Geburt

Klare und schmucklose Architekturformen und einen geräumigen Innenraum bilden die Grundbestandteile der Wallfahrtskirche Mariä Geburt in Renshausen. Ihre Entstehungszeit datiert auf die Jahre 1847 bis 1850, wobei sie damals von dem Landbaumeister Oldendorp realisiert wurde. Ihr Bau stand ganz im Zeichen der bereits baufälligen gotischen Vorgängerkirche, welche zur Zeit der aufkommenden Jakobswallfahrt in Renshausen bereits 1722 bestand, 1727 erweitert und schließlich 1851 abgerissen wurde. Das Gnadenbild, vorher in der Marienkirche verehrt, fand nun 1852 seinen Platz in der neuen Kirche Mariä Geburt. Das Gnadenbild zeigt dabei den heiligen Joseph in Begleitung dreier Engel mit Kreuz und Schreinerwerkzeug. Es befindet sich in einem barocken Seitenaltar der Kirche und wurde von dem Benediktiner Josephus Blume wohl zu Beginn des 18. Jahrhunderts angefertigt. Auf dem Seitenaltar befindet sich zudem ein gemaltes Antependium, in dem unter anderem Bilder von Maria mit Kind, Michael, Benedikt und Scholastica enthalten sind. Mit dieser Ausstattung stellt der Altar eine Besonderheit im Untereichsfeld dar. Auf den Vorsprüngen des Retabels stellte man die Heiligenfiguren des Judas Thaddäus, Urban, Johannes Baptist und Augustinus auf. Sie sind dabei im gotischen Stil gefertigt. Das Inventar, ausgestellt in der halbrunden Apsis der Kirche, ist in einem modernen Stil gehalten. Unter den einzelnen Gegenständen befindet sich ein Zelebrationsaltar, Ambo, Tabernakel und Triumphkreuz. Aus einem ehemaligen Altar der Vorgängerkirchen stammen die vier Heiligenfiguren, die man zwischen der Ostwand und der Apsis aufstellte. Zahlreiche Darstellungen des heiligen Bernward an den Wänden bezeugen die einstige Dotation Bernwards von Renshausen an das Hildesheimer Benediktinerkloster. In der Vorhalle findet sich zudem ein Bild des Erzengels Michael. Seit dem 1. November 2014 gehört die Kirche zur Pfarrei „St. Kosmas und Damian“ in Bilshausen.

## Wirtschaft und Infrastruktur
Anschluss an das Stromnetz erhielt Renshausen erstmals im Jahre 1922. Nur knapp sechs Jahre später, 1928, folgte der Anschluss an die Kreiswasserleitung. Eine Besonderheit, die mit dieser Einrichtung zusammenhing, war, dass der Ort damals knapp 40 Prozent des Wassers für den Altkreis Duderstadt lieferte. Ende der sechziger Jahre verwirklichte man in Renshausen die Kanalisation sowie den kompletten Neubau der Straße. Mit dem Straßenneubau nutzte man auch die Gelegenheit, um die Strom- und Telefonleitungen unter die Erde zu verlegen.
Die meisten Renshäuser gehen als Pendler außerhalb des Ortes ihrer Arbeit nach. Im Ort selbst existieren fünf landwirtschaftliche Vollerwerbsbetriebe und sieben Gewerbebetriebe. Dass dem Ort eine rege Bautätigkeit zukam, bewirkte der 1967 erstellte Bebauungsplan.

## Wandern
Die Thiershäuser Teiche liegen am Solling-Harz-Querweg.